# ¡A Las Barricadas!
¡A Las Barricadas! uma canção espanhola relacionada ao movimento anarcossindicalista surgida na década de 1930. A canção é muito associada à Guerra Civil Espanhola e serve de hino ao sindicato anarquista Confederación Nacional del Trabajo.

## Escute
|                                                    | ¡A Las Barricadas! Hino anarcosindicalista da Guerra Civil Espanhola |
| Problemas para escutar este arquivo? Veja a ajuda. |                                                                      |

|                                                    | ¡A Las Barricadas! Gravação instrumental |
| Problemas para escutar este arquivo? Veja a ajuda. |                                          |

## Letra
| Versão original | Tradução em Português |
| --- | --- |
| Negras tormentas agitan los aires, nubes oscuras nos impiden ver, aunque nos espere el dolor y la muerte, contra el enemigo nos llama el deber. El bien más preciado es la libertad. hay que defenderla con fe y con valor. Alza la bandera revolucionaria, que del triunfo sin cesar nos lleva en pos. Alza la bandera revolucionaria, que del triunfo sin cesar nos lleva en pos. ¡En pie pueblo obrero, a la batalla! ¡Hay que derrocar a la reacción! ¡A las barricadas! ¡A las barricadas por el triunfo de la Confederación! ¡A las barricadas! ¡A las barricadas por el triunfo de la Confederación! | Negras tormentas agitam os ares Nuvens escuras nos impedem de ver Ainda que nos espere a dor e a morte Contra o inimigo o dever nos chama O bem mais precioso é a liberdade Há de defendê-la com fé e com coragem Alça a bandeira revolucionária Que o triunfo sem cessar nos leva em frente 'De pé, povo obreiro, para a batalha, Devemos derrotar à reação Para as barricadas! Para as barricadas Pelo triunfo da Confederação Para as barricadas! Para as barricadas Pelo triunfo da Confederação |

## História

### Origem polaca
A Varchavianka, Warszawianka ou Varsoviana foi composta, em 1883, pelo poeta polaco Wacław Święcicki, quando estava preso em uma prisão de Varsóvia, em um momento em que o movimento operário polaco sustentavam duras lutas reivindicativas e lutavam contra a ocupação da russa. A canção se baseou em um tema popular polaco (outras versões apontam a La marcha de los zuavos ou Les hussards de Bercheny).
Foi cantada pela primeira vez na manifestação operária de 2 de março de 1885 em Varsóvia, e se popularizou e foi versionada em toda Europa em solidariedade ao movimento operário da Polônia.

### Importação para a Espanha
Com o nome Marcha Triunfal e subtítulo ¡A Las Barricadas!, a partitura foi publicada em novembro de 1933, no suplemento da revista Tierra y Libertad de Barcelona. Os arranjos musicais para coro misto foram feitas por Ángel Miret, e a adaptação da letra para o espanhol por Valeriano Orobón Fernández. Junto a letra havia uma observação que esta canção era de caráter sindicalista.
A canção tornou-se popular entre os anarcossindicalistas, substituindo a música tradicional espanhola anarquista Hijos del Pueblo.